# Província do Amazonas
A província do Amazonas foi uma província do Império do Brasil, sendo criada a partir do desmembramento da província do Grão-Pará, após ter lutado ao lado do Império na Cabanagem, recebeu como uma espécie de recompensa a sua autonomia, em 1850.

## Etimologia
A província recebeu o nome de Amazonas devido o rio que corta a região no qual recebeu o nome em homenagem ao relato das mulheres indígenas guerreiras que lutaram contra os espanhóis, quando Francisco de Orellana desceu o atual rio Amazonas em busca de ouro em 1541, rumo ao atlântico, o rio era chamado de rio Grande, Mar Dulce ou até mesmo rio da Canela, por causa das grandes árvores de canela existentes ali. Entretanto, o principal nome dado ao rio foi río de las amazonas. O relato da resistência vitoriosa das mulheres indígenas contra os invasores espanhóis foi tão relevante que o rei espanhol Carlos V tomou conhecimento do fato por narrações. Elas passaram a ser chamadas de "amazonas", em referência às Amazonas da mitologia grega. Amazonas é o nome dado pelos gregos às mulheres guerreiras. No livro Matriarchat in Südchina: Eine Forschungsreise zu den Mosuo (Taschenbuch), a autora, Heide Göttner-Abendroth, revela a raiz comum da palavra Ama para a sociedade matriarcal ainda existente na China, no povoado de Moso, cujo significado é mãe, na língua local dos mosos; a palavra ainda encontra a mesma raiz no norte da África, aonde também o matriarcado existiu e os quais se auto denominavam amazigue. Por esta razão, a antiga palavra Ama tem o significado de Mãe no sentido mais estrito; no sentido figurativo denomina cultura matriarcal.

## História

### Antecedentes

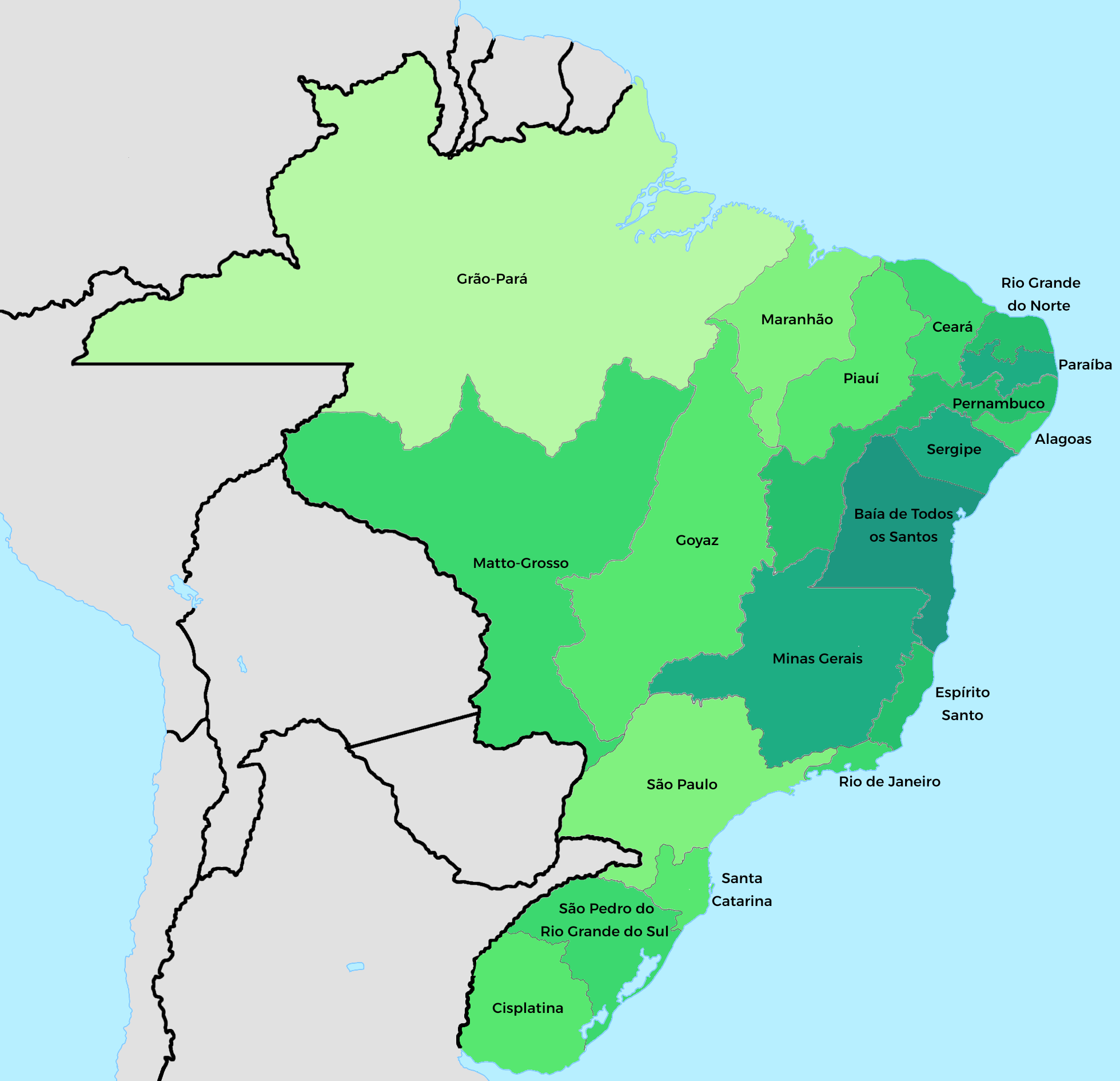
Províncias imperiais do Brasil em 1822.

O que hoje é reconhecido como Amazônia, nos primeiros anos do século XVII era denominado Estado do Maranhão e a única cidade existente era a de São Luís, que concentrava todo o poder do Estado. As regiões central e oeste foram ocupadas apenas por ordens religiosas que subdividiram em áreas de missões e aldeamentos de atuação de Jesuítas, Carmelitas, Dominicanos e Franciscanos, o que variou ao longo do tempo, particularmente, desde o fim da Companhia de Jesus, em meados do século XVIII. Ao tempo em que as Ordens Religiosas dominavam o interior do vale Amazônico, o Governo do Estado do Maranhão promovia a distribuição de terras para particulares fundarem suas capitanias. Nesse contexto, capitanias de duas naturezas diferentes foram fundadas: As Capitanias da Coroa ou Reais, e as Capitanias Particulares.
O Estado do Maranhão virou "Grão-Pará e Maranhão" em 1737 e sua sede foi transferida de São Luís para Belém do Pará. O tratado de Madri de 1750 confirmou a posse portuguesa sobre a área. Para estudar e demarcar os limites, o governador do Estado, Francisco Xavier de Mendonça Furtado, instituiu uma comissão com base em Mariuá em 1754. Em 1755 foi criada a Capitania de São José do Rio Negro, no atual Amazonas, subordinada ao Grão-Pará.[carece de fontes?] As fronteiras, então, eram bem diferentes das linhas retas atuais: o Amazonas incluía Roraima, parte do Acre e se expandia para sul com parte do que hoje é o Mato Grosso. O governo colonial concedeu privilégios e liberdades para quem se dispusesse a emigrar para a região, como isenção de impostos por 16 anos seguidos. No mesmo ano, foi criada a Companhia Geral do Comércio do Grão-Pará e Maranhão para estimular a economia local. Em 1757 tomou posse o primeiro governador da capitania, Joaquim de Melo e Póvoas, e recebeu do Marquês de Pombal a determinação de expulsar à força todos os jesuítas (acusados de voltar os índios contra a metrópole e não lhes ensinar a língua portuguesa).

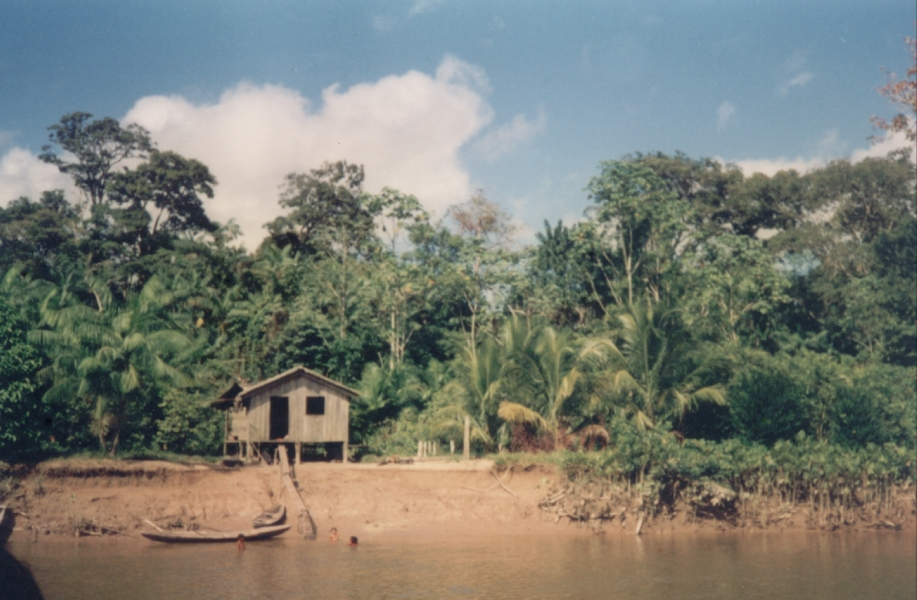
A ocupação e povoamento do Amazonas deu-se de maneira esparsa, por conta da vegetação densa. Na foto, casa de caboclo na beira do rio

Em 1772, a capitania passou a se chamar Grão-Pará e Rio Negro e o Maranhão foi desmembrado. Com a mudança da Família Real para o Brasil, foi permitida a instalação de manufaturas e o Amazonas começou a produzir algodão, cordoalhas, manteiga de tartaruga, cerâmica e velas. Os governadores que mais trabalharam pelo desenvolvimento até então foram Manuel da Gama Lobo d'Almada e João Pereira Caldas. Em 1821, Grão Pará e Rio Negro viraram a província unificada do Grão-Pará. No ano seguinte, o Brasil proclamou a Independência.

### Criação da Província

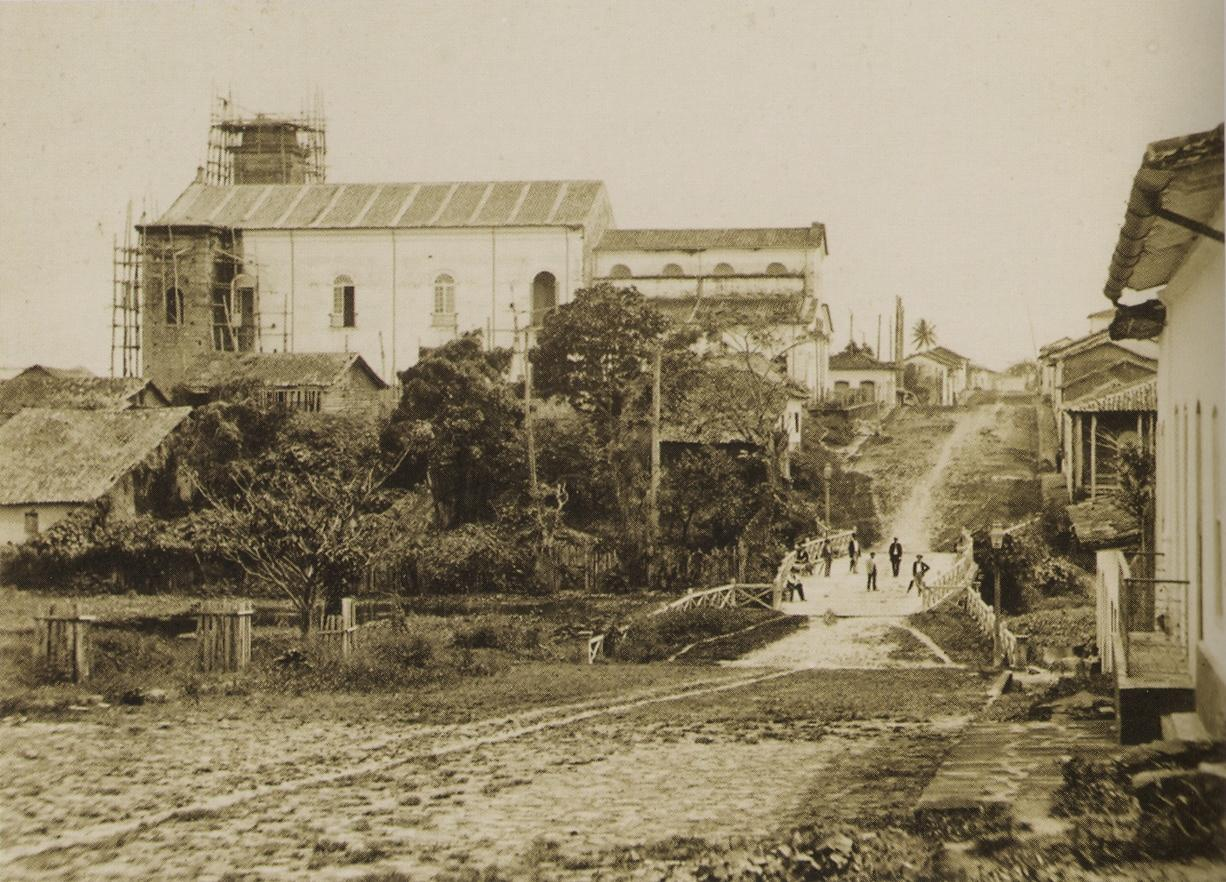
Foto de Manaus, capital da província em 1865

Em meados do século XIX foram fundados os primeiros núcleos que deram origem às atuais cidades de Borba, Itacoatiara, Parintins, Manacapuru e Careiro. A capital foi situada em Mariuá (entre 1755-1791 e 1799-1808), e em São José da Barra do Rio Negro (1791-1799 e 1808-1821). Uma revolta em 1832 exigiu a autonomia do Amazonas como província separada do Pará. A rebelião foi sufocada, mas os amazonenses conseguiram enviar um representante à Corte Imperial, Frei José dos Santos Inocentes, que obteve no máximo a criação da Comarca do Alto Amazonas. Com a Cabanagem, em 1835-1840, o Amazonas manteve-se fiel ao governo imperial e não aderiu à revolta. Como espécie de recompensa, o Amazonas se tornou uma província autônoma em 1850, confirmada segundo a Lei n.º 582, de 5 de setembro de 1850, separando-se definitivamente do Pará (ver Gabinete Monte Alegre). Com autonomia, a capital voltou para esta última, renomeada como "Manaus" em 1856.

## Política

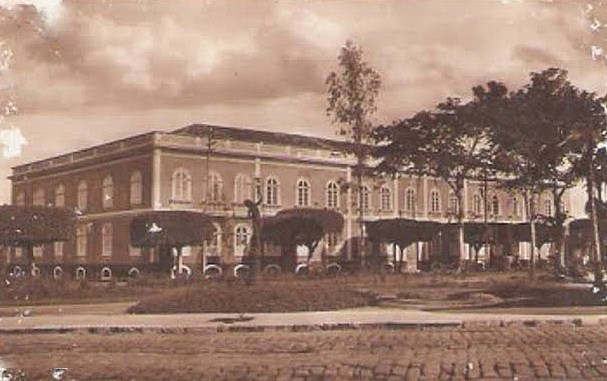
Foto do Palacete Provincial em Manaus, residência dos presidentes da província

### Presidente da Província
Ver também: Lista de presidentes da província do Amazonas

O presidente da província não tinha um mandato, podendo ser exonerado ou pedir afastamento à revelia. Principalmente devido à está possibilidade concreta de falta de dirigente diretamente subordinado ao Imperador e seu ministério, eram escolhido pela Assembleia Local vice-presidentes, teoricamente aptos a exercer interinamente o cargo vago, até que o novo presidente fosse nomeado por Carta Imperial e assumisse o cargo. A escolha do presidente e o papel que devia desempenhar está de acordo com que define os Artigos 165 e 166 da Constituição Imperial:
Art. 165: "Haverá em cada província um presidente, nomeado pelo Imperador , que o poderá remover, quando entender que assim convém ao bom serviço do Estado."

Art 166: "A lei designará as sua atribuições, competência e autoridade, e quando convier ao melhor desempenho dessa administração."
O primeiro presidente da Província do Amazonas foi Tenreiro Aranha. Para enfrentar as dificuldades financeiras da administração, ele conseguiu que o governo redirecionasse parte das verbas do Pará e do Maranhão durante alguns anos, para suprir o orçamento amazonense no início. Com este dinheiro, Aranha fundou uma tipografia e fez circular o primeiro jornal do Amazonas, o Cinco de Setembro. O progresso introduziu o comércio fluvial.

### Bandeira

Representação da Bandeira da província segundo Julio Uchoa

A primeira notícia de bandeira amazonense é dada pelo cronista Julio Uchoa (1897-1970) que, em certa ocasião, se intrigou com a bandeira branca e azul-celeste do Amazonas.  Segundo tal transcrição “a bandeira da Província do Amazonas consta de um plano cortado por duas diagonais que formam quatro triângulos abertos, figurando dois deles em cor azul-celeste (superior e inferior) e em branco puro os dois triângulos laterais opostos, esquerdo e direito”.
Continua a dizer que as cores branca e azul-celeste reúnem as cores da bandeira real arvorada em embarcações, prédios etc. ao tempo da Colônia. Tal bandeira consta ainda da chamada coleção Carlos Piquet, que teve exibição no Museu Histórico Nacional como sendo a bandeira levada pelas tropas amazonenses para a Guerra Civil de Canudos.
Consta ainda relato de "O Jornal" de 31 de julho de 1949: “De fato, não se conhece o idealizador da bandeira. Também é duvidosa a afirmação de que a tropa amazonense contra Canudos tenha conduzido a bandeira amazonense. São conhecidas apenas os dois exemplares da bandeira nacional participantes desse conflito. Elas estão no Palacete provincial”.

## República e Dissolução
A província do Amazonas se antecipou em quatro anos à Abolição, decretando o fim da escravidão em 10 de julho de 1884 (embora houvesse poucos escravos). A província do Amazonas tornou-se estado com a proclamação da República, em 15 de novembro de 1889. O tenente Ximeno Villeroy foi nomeado interventor do governo federal. A política sofreu sucessivas crises, com disputas patrocinadas pelos empresários da borracha, e surgiram caudilhos locais, como Eduardo Ribeiro (modernizador de Manaus) e Guerreiro Antoni. Em 1910, foi deposto o governador Clemente Ribeiro Bittencourt.